# Oncocalyx glabratus
Oncocalyx glabratus là một loài thực vật có hoa trong họ Loranthaceae. Loài này được (Engl.) M.G. Gilbert mô tả khoa học đầu tiên năm 1985.